# Pierpaolo De Negri
Pierpaolo De Negri (Genua, 5 juni 1986) is een Italiaans wielrenner die in 2017 reed voor Nippo-Vini Fantini.
In februari 2018 werd bekend dat De Negri tijdens een out-of-competition-controle in december 2017 positief had getest op het gebruik van anabole steroïden.

## Overwinningen
2012
Trofeo Matteotti
2013
3e etappe Ronde van Japan
2014
1e etappe Circuit des Ardennes
3e etappe Ronde van Japan
2015
2e etappe Ronde van Slovenië
2016
Puntenklassement Ronde van Japan
3e etappe Ronde van Hokkaido
Puntenklassement Ronde van Hokkaido

## Resultaten in voornaamste wedstrijden
| Jaar | Ronde van Italië | Ronde van Frankrijk | Ronde van Spanje |
| ---- | ---------------- | ------------------- | ---------------- |
| 2010 |                  |                     |                  |
| 2011 |                  |                     |                  |
| 2012 | 120e             |                     |                  |
| 2013 |                  |                     |                  |
| 2014 |                  |                     |                  |
| 2015 | 108e             |                     |                  |
| 2016 |                  |                     |                  |
| 2017 |                  |                     |                  |

| Jaar | Milaan-San Remo | Gent-Wevelgem | Ronde van Vlaanderen | Amstel Gold Race | Ronde van Lombardije |
| ---- | --------------- | ------------- | -------------------- | ---------------- | -------------------- |
| 2010 |                 |               |                      |                  | opgave               |
| 2011 |                 |               |                      | 128e             |                      |
| 2012 | 102e            | 100e          | opgave               | 66e              |                      |
| 2013 |                 |               | opgave               |                  | opgave               |
| 2014 |                 |               |                      |                  |                      |
| 2015 |                 |               |                      | 128e             | 93e                  |
| 2016 |                 |               |                      | 115e             | opgave               |
| 2017 | 86e             |               |                      |                  | 95e                  |

## Ploegen
- 2009 –  ISD-Neri (stagiair vanaf 1-8)
- 2010 –  ISD-Neri
- 2011 –  Farnese Vini-Neri Sottoli
- 2012 –  Farnese Vini-Selle Italia
- 2013 –  Vini Fantini-Selle Italia
- 2014 –  Vini Fantini Nippo
- 2015 –  Nippo-Vini Fantini
- 2016 –  Nippo-Vini Fantini
- 2017 –  Nippo-Vini Fantini

Berlato · Bisolti · Chaparro · Colli · Cunego · De Negri · Filosi · Grosu · Ishibashi · Kuroeda · Malaguti · Marini · A.Nibali · Pozzo · Stacchiotti · Viola · Yamamoto · Onesti (stagiair)
Arredondo · Bagioli · Berlato · Bisolti · Canola · Cunego · De Negri · Filosi · Grosu · Ito · Kobayashi · Koishi · Kuboki · Marangoni · Marini · Nakane · Santaromita · Stacchiotti · Uchima · Bou (stagiair) · Cima (stagiair) · Nishimura (stagiair)